# Kanga (песня)
«Kanga» (стилизовано под маюскул) — песня американского хип-хоп-исполнителя 6ix9ine с его дебютного студийного альбома Dummy Boy (2018) при участии рэпера Канье Уэста.

## Отзывы
HotNewHipHop описали песню как «клубный бэнгер, [который] обязательно заставит всех двигаться».

## Коммерческий успех
«Kanga» заняла 7 позицию в американском чарте Billboard Bubbling Under Hot 100 после выхода Dummy Boy и оставалась там в течение двух недель. Наряду с этим, песня дебютировала в американском чарте Bubbling Under R&B/Hip-Hop Singles на 1 позиции.

## Чарты
| Чарт (2018)                                        | Высшая позиция |
| -------------------------------------------------- | -------------- |
| Канада (Billboard Canadian Hot 100)                | 76             |
| Словакия (Singles Digitál Top 100)                 | 76             |
| США (Billboard Bubbling Under Hot 100)             | 7              |
| США Bubbling Under R&B/Hip-Hop Singles (Billboard) | 1              |